# 新沙逊洋行

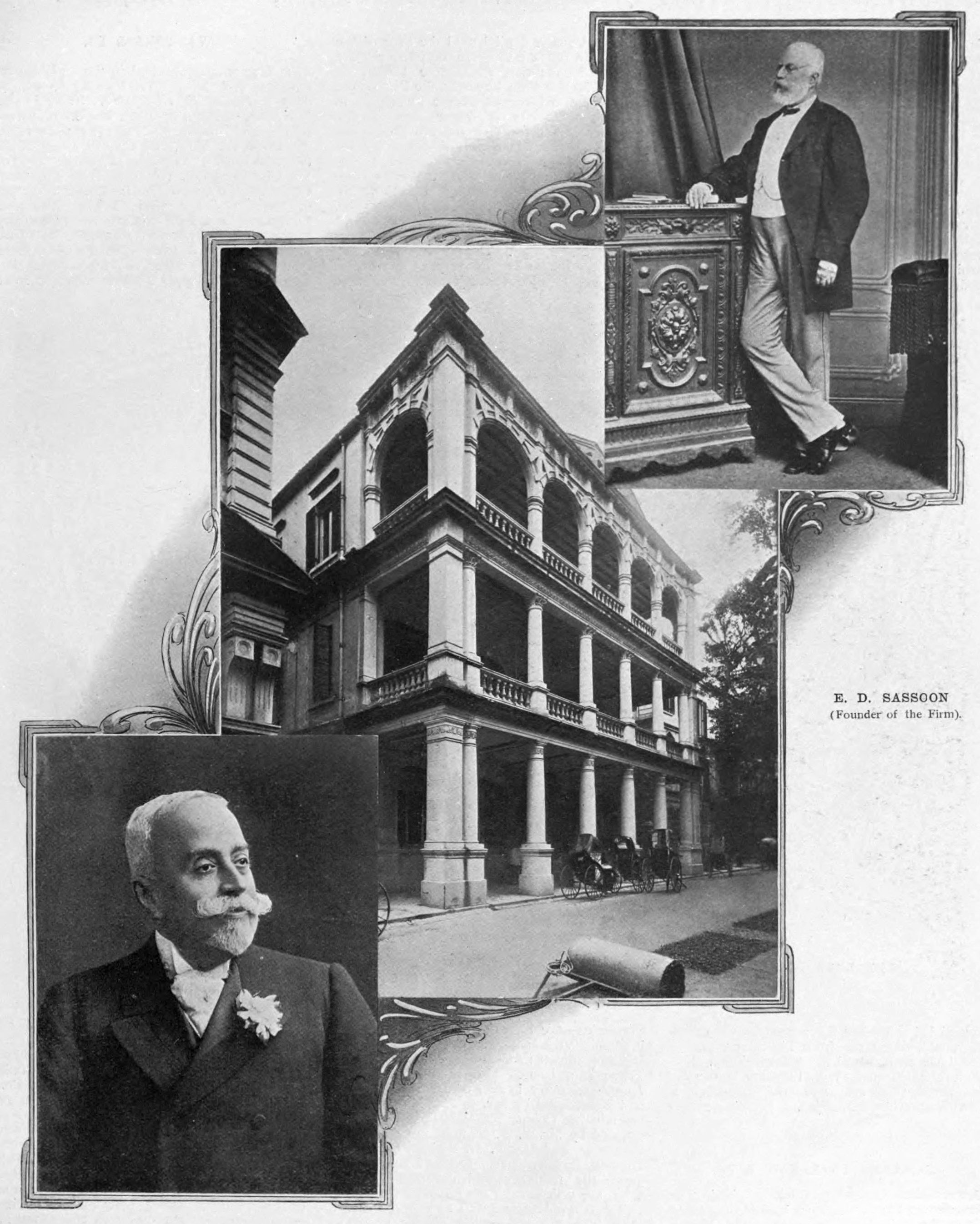
伊利亚斯·大卫·沙逊、孟买新沙逊洋行（中）和雅各布·沙逊

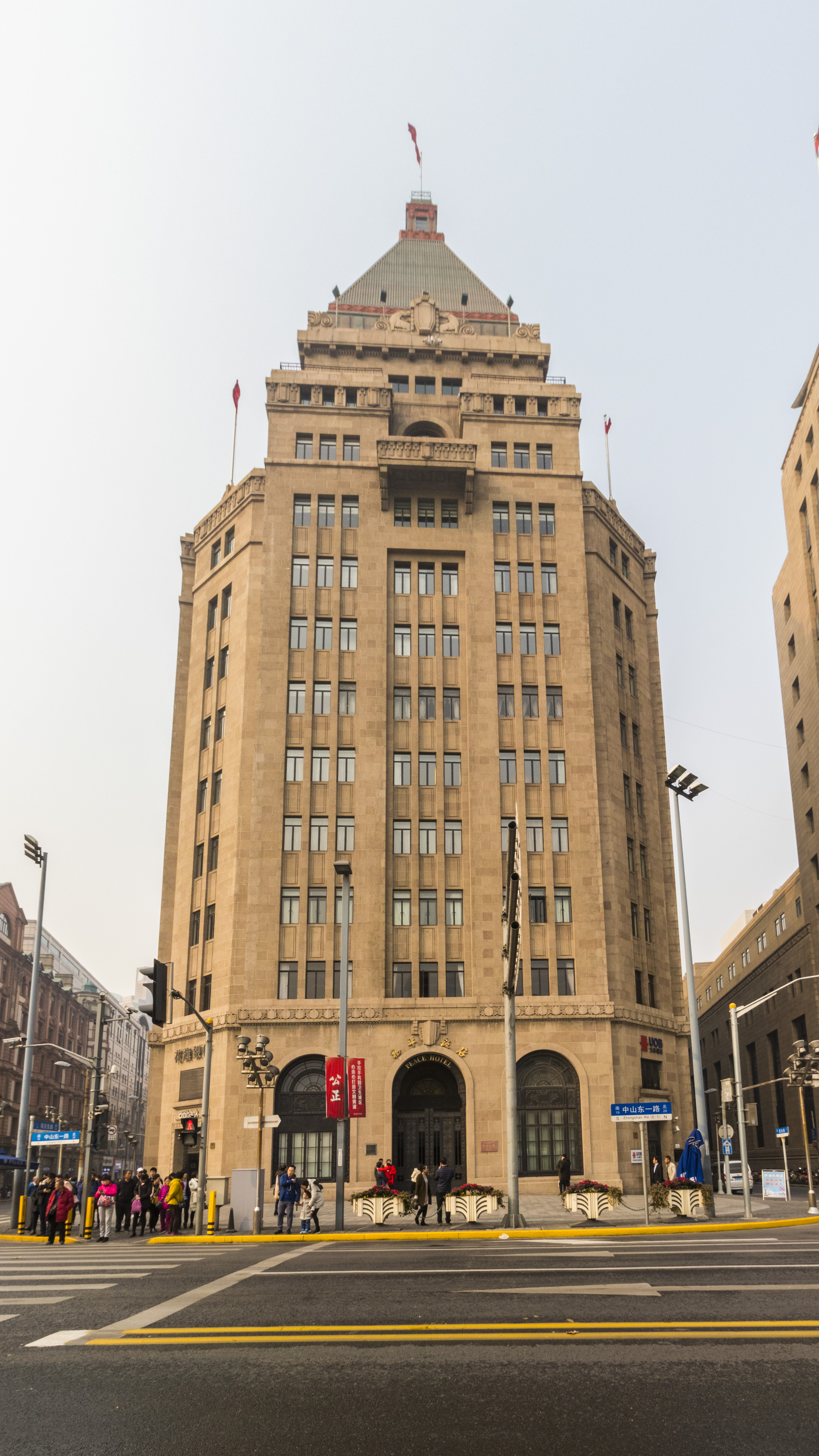
沙逊大厦，今和平饭店

新沙逊洋行（E.D. Sassoon & Co., Ltd.）是19世纪下半叶和20世纪上半叶的一个贸易公司，主要在印度、中国和日本经营。

## 历史
新沙逊洋行于1867年成立，大卫·沙逊（1792–1864）的次子伊利亚斯·大卫·沙逊（1820–1880）由于与兄弟之间的个人怨恨，脱离家族公司老沙逊洋行（David Sassoon & Co.），另外创立新公司。新公司在孟买和上海设有办公室，经营干果、南京布、金属、茶叶、丝绸、香料和樟脑。但它很快专注于从印度向中国出口鸦片、棉花和面料。
新沙逊洋行很快就显示出比老沙逊洋行更有活力，到爱德华时代后期，其资本（125万至150万英镑）已经是老沙逊洋行资本（50万英镑）的2至3倍。该公司后来将其业务扩展到波斯湾港口、巴格达和 日本。1879年，新沙逊洋行的业务由单纯从事棉花贸易扩展到棉纺织业，在孟买收购了倒闭的亚历山德拉棉纺厂，把它们变成了成功的工厂。
1880年伊利亚斯·大卫·沙逊去世后，他的长子雅各布·伊利亚斯·沙逊爵士（1844-1916 年）接管了生意，并在加尔各答和卡拉奇开设了更多分支机构。该公司还在上海购买了地产。但在1907年，英国签署了一项条约，同意在未来十年内逐步取消对中国的鸦片出口，而中国则同意在这段时间内根除国内的鸦片生产。在这项条约之后，新沙逊洋行退出鸦片贸易，最终完全停止。 相反，公司进一步投资了孟买的棉纺厂业务。到第一次世界大战时，新沙逊洋行已发展成为印度最大的纺织集团，并以其先进的生产技术而闻名。
1909年，雅各布·伊利亚斯·沙逊爵士在组建东方银行中也发挥了非常突出的作用，利用银行信贷，使自己不那么容易受到印度卢比波动的影响。1921 年 1 月 1 日，新沙逊洋行重组为私人贸易和银行公司，放弃了旧式的合伙人结构。
1924年，爱德华·伊利亚斯·沙逊爵士（1853-1924年）和他的弟弟迈耶·哈里·沙逊（1875-1924年）在同一年内先后去世。爱德华·伊利亚斯·沙逊爵士的儿子维克多·沙逊爵士（1881-1961 年）和迈耶·哈里·沙逊的遗孀莫泽尔·古巴伊（1872–1964 年）成为公司的主要所有者，总资产1500万英镑。维克多·沙逊爵士成为公司的董事长，迈耶·哈里·沙逊的女婿德里克·菲茨杰拉德（1892-1967年）被任命为伦敦和曼彻斯特分公司的经理。
1927年，新沙逊洋行已经是孟买最大的棉纺厂所有者，总部仍设在那里。1929-30年大萧条迫使新沙逊洋行最大的竞争对手破产，该公司接管了它们。到第二次世界大战在欧洲爆发时，新沙逊洋行拥有15家棉纺厂，拥有3万多名员工，是孟买最大的私人雇主。
在孟买创造的利润被重新投资于上海的豪华房地产和酒店。1923年，新沙逊洋行已购得安利洋行（Arnhold & Co.）的大部分股份，成立了华懋地产公司（Cathay Land Company）。后者在上海拥有多栋公寓大楼和一家酒店，为进一步投资上海房地产提供了完美的基础：
- 沙逊大厦，上海公共租界中区外滩20号、南京路20号、仁记路
- 都城饭店，上海公共租界中区江西路180号、福州路
- 汉弥尔登大楼，上海公共租界中区江西路170号、福州路
- 华懋公寓，上海法租界蒲石路189号、迈尔西爱路、
- 峻岭寄庐，上海法租界迈尔西爱路87号
- 河滨大楼，上海公共租界北区北苏州路340-434号、北江西路3-28号、天潼路1-15号
- 沙逊别墅，虹桥路2409号

1928年，维克多·沙逊爵士成立了沙逊银行（E.D. Sassoon Banking Company Limited），作为新沙逊洋行的子公司，以协调其家族的贸易利益。1930年3月，新沙逊洋行总部迁至新建的上海沙逊大厦。 
第二次世界大战给沙逊集团带来了许多变化。虽然战争提高了产量，同盟国军队的需求激增，该公司还是于1943年决定出售孟买的棉纺厂, 担心一旦印度获得独立，外国所有者将出现问题。1949年5月，上海处于共产党政权的控制之下，对公司总部来说似乎是一个不健康的地方，因此，在1950年转移到巴哈马的拿骚。人们认为拿骚之所以被选中，是因为不征收任何形式的个人或公司税，维克托·沙逊爵士住在那里，直到1961年去世。。
维克多·沙逊爵士去世后，银行子公司沙逊银行于1972年出售给商业银行华莱士兄弟公司（控股）有限公司（Wallace Brothers & Co. (Holdings) Ltd），1974年11月更名为华莱士兄弟沙逊银行有限公司（Wallace Brothers Sassoon Bank Ltd.），后者又在1976年被渣打银行接管。母公司 新沙逊洋行继续作为一家独立的公司运营，直到1978年成为DK投资（克罗斯比广场）有限公司（DK Investments (Crosby Square) Ltd.，伦敦城克罗斯比广场4号）。
维克多·沙逊爵士心脏基金会（"Sir Victor Sassoon Heart Foundation"）由沙逊夫人在她丈夫去世后成立，设于拿骚。沙逊家族仍然住在拿骚。